# Monte Leoni
Monte Leoni este o arie protejată (arie specială de conservare — SAC, sit de importanță comunitară — SCI) din Italia întinsă pe o suprafață de 5.113 ha, integral pe uscat.

## Localizare
Centrul sitului Monte Leoni este situat la coordonatele 42°54′32″N 11°09′09″E / 42.908889°N 11.1525°E.

## Înființare
Situl Monte Leoni a fost declarat sit de importanță comunitară în iunie 1995 pentru a proteja 10 specii de animale. Situl a fost protejat și ca arie specială de conservare în mai 2016.

## Biodiversitate
Situată în ecoregiunea mediteraneană, aria protejată conține 11 habitate naturale: Peșteri inaccesibile publicului, Păduri de Quercus suber, Păduri panonice-balcanice de stejar turcesc - stejar sesil, Pajiști uscate europene, Pajiști uscate seminaturale și facies de acoperire cu tufișuri pe substraturi calcaroase (Festuco-Brometalia) (* situri importante pentru orhidee), Lacuri eutrofice naturale cu vegetație de tip Magnopotamion sau Hydrocharition, Păduri de Castanea sativa, Păduri aluvionare cu Alnus glutinosa și Fraxinus excelsior (Alno-Padion, Alnion incanae, Salicion albae), Pajiști umede mediteraneene cu ierburi înalte de Molinio-Holoschoenion, Pseudostepă cu ierburi și specii anuale de Thero-Brachypodietea, Păduri de Quercus ilex și Quercus rotundifolia.
La baza desemnării sitului se află mai multe specii protejate:
- păsări (5): șerpar (Circaetus gallicus), vânturel roșu (Falco tinnunculus), sfrâncioc roșiatic (Lanius collurio), ciocârlie de pădure (Lullula arborea), ciuf-pitic (Otus scops)
- amfibieni (2): Salamandrina terdigitata, Triturus carnifex
- nevertebrate (2): Euplagia quadripunctaria, Vertigo angustior
- reptile (1): țestoasă bănățeană (Testudo hermanni)

Pe lângă speciile protejate, pe teritoriul sitului au mai fost identificate 20 de specii de plante, 2 specii de amfibieni, 6 specii de mamifere, 4 specii de nevertebrate, 3 specii de reptile.